# Promachus hypocaustus
Promachus hypocaustus är en tvåvingeart som beskrevs av H. Oldroyd 1972. Promachus hypocaustus ingår i släktet Promachus och familjen rovflugor. Inga underarter finns listade i Catalogue of Life.